# Dżabhat Ansar ad-Din
Dżabhat Ansar ad-Din – koalicja paramilitarnych grup zbrojnych cudzoziemskich islamistów w Syrii, która powstała 25 lipca 2014.
Do struktury należą ugrupowania:
- Dżajsz al-Muhadżirin wa-al-Ansar – dżihadyści czeczeńscy
- Zielony batalion – zrzesza saudyjskich weteranów wojny w Afganistanie i Iraku, neutralny wobec rywalizacji ISIS z innymi ugrupowaniami islamskimi
- Harakat Szam al-Islam (Islamski Ruch Lewantu) – marokańska grupa dżihadystyczna powstała w sierpniu 2013, biorąca udział w bitwie pod Salmą, bitwie pod Kasabem, bitwie o Aleppo
- Harakat Fajr Szam al-Islamijja.